# Jérémy Chardy
Jérémy Chardy (Pau, 12 februari 1987) is een Frans tennisser.

## Carrière

### Junioren
In 2005 won hij als junior de titel van Wimbledon voor jongens en werd hij verliezend finalist op het US Open voor jongens.

### 2006
Chardy maakte zijn debuut op een grandslamtoernooi in 2006, toen hij een wild card kreeg voor Roland Garros. Daar versloeg hij Jonas Björkman in drie sets en verloor in de tweede ronde van de Spanjaard David Ferrer.

### 2008
In 2008 presteerde Chardy het best tot dan toe. Nadat hij in de challenger van Marrakesh in de finale verloor van Gaël Monfils, haalde hij de achtste finale van Roland Garros. Hij kwam daar binnen met een wild card en won in de tweede ronde van de nummer 6 geplaatste David Nalbandian met 3-6, 4-6, 6-2, 6-1, 6-2. In de derde ronde versloeg hij Dmitri Toersoenov in drie sets om vervolgens in de achtste finale met 6-7, 6-7, 5-7 te verliezen van Nicolás Almagro.

### 2009
Het jaar 2009 begon Chardy met een eerste ronde verlies in het ATP-toernooi van Doha tegen Richard Gasquet. Op het Australian Open verloor hij in de tweede ronde van Novak Đoković met 5-7, 1-6, 3-6.

Op zijn volgende toernooi, het ATP-toernooi van Johannesburg, haalde hij zijn eerste ATP-finale door eerst drie keer met twee sets te winnen en vervolgens in de halve finale David Ferrer met 1-6, 7-6, 7-6 te verslaan. In de finale verloor hij van zijn landgenoot Jo-Wilfried Tsonga met 4-6, 6-7.
Na een eerste ronde verlies in Marseille haalde hij de halve finale van het ATP-toernooi van Delray Beach, door als zevende geplaatste achtereenvolgens Tommy Haas, Andrej Goloebev en Marcos Baghdatis te verslaan. In de halve finale verloor hij van de latere winnaar Mardy Fish met 4-6, 1-6.
In juli 2009 behaalde Chardy zijn tweede finale in een ATP-toernooi ooit. Hij speelde in de finale van het ATP-toernooi van Stuttgart tegen de Roemeen Victor Hănescu. Met een overwinning van 1-6, 6-3, 6-4 werd dit zijn eerste toernooizege op ATP niveau.

### 2014
In Rome verslaat hij in de tweede ronde de als vierde geplaatste Roger Federer.

## Palmares
| Legenda                       | Legenda               |
| ----------------------------- | --------------------- |
| Grand Slam                    |                       |
| Olympische Spelen             |                       |
| tot 2009                      | vanaf 2009            |
| Tennis Masters Cup            | ATP Finals            |
| ATP Masters Series            | ATP Tour Masters 1000 |
| ATP International Series Gold | ATP Tour 500          |
| ATP International Series      | ATP Tour 250          |

### Enkelspel
| Nr.                  | Datum             | Toernooi         | Ondergrond | Tegenstander in finale   | Score          | Details |
| -------------------- | ----------------- | ---------------- | ---------- | ------------------------ | -------------- | ------- |
| Gewonnen finales     |                   |                  |            |                          |                |         |
| 1.                   | 19 juli 2009      | ATP Stuttgart    | Gravel     | Victor Hănescu           | 1-6, 6-3, 6-4  | Details |
| Verloren finales     |                   |                  |            |                          |                |         |
| 1.                   | 2 februari 2009   | ATP Johannesburg | Hardcourt  | Jo-Wilfried Tsonga       | 4-6, 6-7       | Details |
| 2.                   | 17 juni 2018      | ATP Rosmalen     | Gras       | Richard Gasquet          | 3–6, 6–7(5)    | Details |
| Gewonnen challengers |                   |                  |            |                          |                |         |
| 1.                   | 11 juni 2007      | Košice           | Gravel     | Denis Gremelmayr         | 4-6, 7-6, 6-4  |         |
| 2.                   | 22 oktober 2007   | Barnstaple       | Hardcourt  | Stéphane Bohli           | 7-6, 6-7, 7-5  |         |
| 3.                   | 2 augustus 2008   | Graz             | Gravel     | Sergio Roitman           | 6-2, 6-1       |         |
| 4.                   | 26 september 2011 | Madrid           | Gravel     | Daniel Gimeno Traver     | 6-1, 5-7, 7-63 |         |
| 5.                   | 2 januari 2012    | Nouméa           | Hardcourt  | Adrián Menéndez Maceiras | 6-4, 6-3       |         |

### Dubbelspel
| Nr.                              | Datum             | Toernooi            | Ondergrond    | Partner            | Tegenstanders in finale                   | Score               | Details |
| -------------------------------- | ----------------- | ------------------- | ------------- | ------------------ | ----------------------------------------- | ------------------- | ------- |
| Gewonnen finales herendubbel     |                   |                     |               |                    |                                           |                     |         |
| 1.                               | 10 januari 2010   | ATP Brisbane        | Hardcourt     | Marc Gicquel       | Lukáš Dlouhý Leander Paes                 | 6-3, 7-6            | Details |
| 2.                               | 15 juli 2012      | ATP Stuttgart       | Gravel        | Łukasz Kubot       | Michal Mertiňák André Sá                  | 6-1, 6-3            | Details |
| 3.                               | 26 juli 2015      | ATP Båstad          | Gravel        | Łukasz Kubot       | Juan Sebastián Cabal Robert Farah Maksoud | 6-7(6), 6-3, [10-8] | Details |
| 4.                               | 7 januari 2017    | ATP Doha            | Hardcourt     | Fabrice Martin     | Vasek Pospisil Radek Štěpánek             | 6-4, 7-6(3)         | Details |
| 5.                               | 17 februari 2019  | ATP Rotterdam       | Hardcourt (i) | Henri Kontinen     | Jean-Julien Rojer Horia Tecău             | 7-6(5), 7-6(4)      | Details |
| 6.                               | 24 februari 2019  | ATP Marseille       | Hardcourt (i) | Fabrice Martin     | Ben McLachlan Matwé Middelkoop            | 6-3, 6-7(4), [10-3] | Details |
| 7.                               | 5 mei 2019        | ATP Estoril         | Gravel        | Fabrice Martin     | Luke Bambridge Jonny O'Mara               | 7-5, 7-6(3)         | Details |
| Verloren finales herendubbel     |                   |                     |               |                    |                                           |                     |         |
| 1.                               | 1 november 2009   | ATP Sint-Petersburg | Hardcourt     | Richard Gasquet    | Colin Fleming Ken Skupski                 | 6-2, 5-7, [4-10]    | Details |
| 2.                               | 27 juli 2010      | ATP Hamburg         | Gravel        | Paul-Henri Mathieu | Marc López David Marrero                  | 3-6, 6-2, [8-10]    | Details |
| 3.                               | 27 februari 2011  | ATP Dubai           | Hardcourt     | Feliciano López    | Serhij Stachovsky Michail Joezjny         | 6-4, 3-6, [3-10]    | Details |
| 4.                               | 29 april 2012     | ATP Boekarest       | Gravel        | Łukasz Kubot       | Robert Lindstedt Horia Tecău              | 6(2)-7, 3-6         | Details |
| 5.                               | 13 juli 2014      | ATP Bastad          | Gravel        | Oliver Marach      | Johan Brunström Nicholas Monroe           | 6-4, 6-7(5), [7-10] | Details |
| 6.                               | 26 oktober 2014   | ATP Valencia        | Hardcourt (i) | Kevin Anderson     | Jean-Julien Rojer Horia Tecău             | 4-6, 2-6            | Details |
| 7.                               | 7 mei 2017        | ATP München         | Gravel        | Fabrice Martin     | Juan Sebastián Cabal Robert Farah Maksoud | 3-6, 3-6            | Details |
| 8.                               | 8 juni 2019       | Roland Garros       | Gravel        | Fabrice Martin     | Kevin Krawietz Andreas Mies               | 2-6, 6-7(3)         | Details |
| 9.                               | 20 september 2020 | ATP Rome            | Gravel        | Fabrice Martin     | Marcel Granollers Horacio Zeballos        | 4-6, 7-5, [8-10]    | Details |
| 10.                              | 7 februari 2021   | ATP Melbourne 2     | Hardcourt     | Fabrice Martin     | Nikola Mektić Mate Pavić                  | 6-7(2), 3-6         | Details |
| Gewonnen challengers herendubbel |                   |                     |               |                    |                                           |                     |         |
| 1.                               | 7 april 2007      | San Luis Potosi     | Gravel        | Marcelo Melo       | Jorge Agilar Pablo Gonzalez               | 6-0, 6-3            |         |

## Resultaten grote toernooien
| Legenda | Legenda                          |
| ------- | -------------------------------- |
| g.t.    | geen toernooi gehouden           |
| l.c.    | lagere categorie                 |
| –       | niet deelgenomen                 |
| G       | uitgeschakeld in de groepsfase   |
| 1R      | uitgeschakeld in de eerste ronde |
| 2R      | uitgeschakeld in de tweede ronde |
| 3R      | uitgeschakeld in de derde ronde  |
| 4R      | uitgeschakeld in de vierde ronde |
| KF      | uitgeschakeld in de kwartfinale  |
| HF      | uitgeschakeld in de halve finale |
| F       | de finale verloren               |
| W       | het toernooi gewonnen            |
| w-v     | winst/verlies-balans             |

### Enkelspel
| grandslamtoernooien  |      |      |      |      |      |      |      |    |      |      |      |    |      |      |      |      |    |
| Australian Open      | –    | –    | –    | –    | 2R   | 1R   | 1R   | 1R | KF   | 3R   | 2R   | 2R | 2R   | 1R   | 2R   | 1R   | 1R |
| Roland Garros        | –    | 2R   | –    | 4R   | 3R   | 1R   | 2R   | 2R | 3R   | 2R   | 4R   | 3R | 2R   | 2R   | 1R   | 1R   | 1R |
| Wimbledon            | –    | –    | –    | 2R   | 1R   | 3R   | 1R   | 2R | 3R   | 4R   | 1R   | 2R | 1R   | 1R   | 2R   | g.t. | 2R |
| US Open              | –    | –    | –    | 2R   | 1R   | 2R   | –    | 3R | 2R   | 2R   | 4R   | 2R | 1R   | 2R   | 2R   | 1R   |    |
| ATP Masters 1000     |      |      |      |      |      |      |      |    |      |      |      |    |      |      |      |      |    |
| Indian Wells         | –    | –    | –    | –    | 3R   | 2R   | 1R   | 1R | 2R   | 2R   | 2R   | 2R | 2R   | 4R   | 1R   | g.t. |    |
| Miami                | –    | –    | –    | –    | 1R   | 3R   | 1R   | 1R | 2R   | 2R   | 3R   | 2R | 3R   | 4R   | 3R   | g.t. | 1R |
| Monte Carlo          | –    | –    | –    | –    | 1R   | 1R   | 1R   | –  | 1R   | 2R   | 2R   | 2R | 2R   | 1R   | 1R   | g.t. | 2R |
| Madrid               | l.c. | l.c. | l.c. | l.c. | 2R   | 1R   | 1R   | –  | 2R   | 2R   | 1R   | 1R | –    | –    | 3R   | g.t. | 1R |
| Rome                 | –    | –    | –    | –    | 1R   | 2R   | –    | –  | 3R   | KF   | 2R   | 3R | –    | –    | 2R   | –    | –  |
| Montreal/Toronto     | –    | –    | –    | –    | 2R   | KF   | 1R   | 3R | 1R   | 2R   | HF   | 1R | –    | 1R   | –    | g.t. |    |
| Cincinnati           | –    | –    | –    | –    | 3R   | 2R   | –    | KF | 2R   | 1R   | 2R   | 1R | –    | 2R   | –    | –    |    |
| Shanghai             | l.c. | l.c. | l.c. | l.c. | 1R   | 3R   | –    | 1R | 2R   | 1R   | 1R   | –  | 1R   | 2R   | 2R   | g.t. |    |
| Parijs               | –    | –    | –    | 1R   | 1R   | –    | 2R   | 2R | 1R   | 2R   | 2R   | –  | 2R   | 1R   | 3R   | –    |    |
| olympisch            |      |      |      |      |      |      |      |    |      |      |      |    |      |      |      |      |    |
| Olympische Spelen    | g.t. | g.t. | g.t. | –    | g.t. | g.t. | g.t. | –  | g.t. | g.t. | g.t. | –  | g.t. | g.t. | g.t. | g.t. | KF |
| statistieken         |      |      |      |      |      |      |      |    |      |      |      |    |      |      |      |      |    |
| totaal aantal titels | 0    | 0    | 0    | 0    | 1    | 0    | 0    | 0  | 0    | 0    | 0    | 0  | 0    | 0    | 0    | 0    | 0  |
| eindejaarsranking    | 577  | 262  | 188  | 73   | 32   | 45   | 103  | 32 | 34   | 29   | 31   | 69 | 78   | 40   | 51   | 75   |    |

### Dubbelspel
| grandslamtoernooien  |      |      |      |      |      |      |      |    |      |      |      |     |      |      |      |      |    |
| Australian Open      | –    | –    | –    | –    | 1R   | 1R   | 2R   | –  | 3R   | –    | 2R   | 1R  | 2R   | 3R   | 2R   | 1R   | 1R |
| Roland Garros        | 1R   | 1R   | 1R   | 1R   | 1R   | –    | 1R   | 1R | 1R   | 2R   | 3R   | 1R  | 1R   | 1R   | F    | 3R   | 2R |
| Wimbledon            | –    | –    | –    | 1R   | –    | 1R   | –    | –  | –    | –    | –    | –   | –    | –    | –    | g.t. | 3R |
| US Open              | –    | –    | –    | 1R   | 1R   | 3R   | –    | 1R | –    | –    | 2R   | 3R  | 3R   | 3R   | 3R   | 1R   |    |
| ATP Masters 1000     |      |      |      |      |      |      |      |    |      |      |      |     |      |      |      |      |    |
| Indian Wells         | –    | –    | –    | –    | 1R   | –    | –    | –  | –    | 1R   | 1R   | KF  | –    | –    | 1R   | g.t. |    |
| Miami                | –    | –    | –    | –    | 1R   | –    | –    | –  | –    | –    | KF   | KF  | –    | –    | 1R   | g.t. | 1R |
| Monte Carlo          | –    | –    | –    | –    | 1R   | –    | 2R   | –  | –    | 2R   | 1R   | 1R  | –    | –    | –    | g.t. | 1R |
| Madrid               | l.c. | l.c. | l.c. | l.c. | –    | 1R   | –    | –  | HF   | –    | 2R   | 1R  | –    | –    | 1R   | g.t. | 1R |
| Rome                 | –    | –    | –    | –    | 1R   | 1R   | –    | –  | 1R   | –    | HF   | 1R  | –    | –    | 2R   | F    | –  |
| Montreal/Toronto     | –    | –    | –    | –    | 1R   | –    | –    | 2R | 1R   | –    | 1R   | –   | –    | 1R   | KF   | g.t. |    |
| Cincinnati           | –    | –    | –    | –    | 2R   | –    | –    | –  | 2R   | –    | 1R   | 1R  | –    | –    | 1R   | 1R   |    |
| Shanghai             | l.c. | l.c. | l.c. | l.c. | –    | –    | –    | –  | –    | 1R   | 2R   | –   | –    | –    | 1R   | g.t. |    |
| Parijs               | –    | –    | –    | –    | 1R   | –    | –    | 1R | 2R   | 1R   | –    | –   | –    | –    | KF   | –    |    |
| olympisch            |      |      |      |      |      |      |      |    |      |      |      |     |      |      |      |      |    |
| Olympische Spelen    | g.t. | g.t. | g.t. | 1R   | g.t. | g.t. | g.t. | 2R | g.t. | g.t. | g.t. | –   | g.t. | g.t. | g.t. | g.t. | 2R |
| statistieken         |      |      |      |      |      |      |      |    |      |      |      |     |      |      |      |      |    |
| totaal aantal titels | 0    | 0    | 0    | 0    | 0    | 1    | 0    | 1  | 0    | 0    | 1    | 0   | 1    | 0    | 3    | 0    | 0  |
| eindejaarsranking    | 960  | 487  | 230  | 438  | 136  | 76   | 137  | 87 | 92   | 66   | 46   | 105 | 93   | 135  | 30   | 34   |    |